# دیوید گراف
 دیوید گراف (انگلیسی: David Graf؛ ۱۶ آوریل ۱۹۵۰ – ۷ آوریل ۲۰۰۱) یک هنرپیشه اهل ایالات متحده آمریکا بود.
از فیلم‌های او می‌توان به دانشکده پلیس، دانشکده پلیس ۲، دانشکده پلیس ۳، دانشکده پلیس ۴، محافظت از تس، عشق در خطر و شهروند روث اشاره نمود.